# Amand Casier de ter Beken
Amand Marie Corneille Casier de ter Beken (Gent, 7 november 1862 - Mariakerke, 3 september 1938) was een Belgisch industrieel en politicus voor de Katholieke Partij.

## Levensloop
Amand Casier was een telg uit het geslacht Casier en een zoon van senator Jean Casier en de neef van de liberale volksvertegenwoordiger Jules de Hemptinne. Hij trouwde met Bertha de la Kethulle de Ryhove (1861-1947). Ze kregen vier kinderen. De naamdragers binnen deze familietak zijn uitgestorven. Casier was actief in de familiale ondernemingen. Zo was hij voorzitter van de Linière Saint-Sauveur.
Hij werd provincieraadslid van Oost-Vlaanderen (1898-1904) en gemeenteraadslid van Gent (1904-1911). Hij werd verkozen tot katholiek senator bij een tussentijdse verkiezing in april 1920 en zetelde tot in 1921. Hij werd opnieuw verkozen als senator voor het kiesarrondissement Gent-Eeklo in 1926 en oefende het mandaat uit tot in 1932.
Amand Casier kreeg in 1931 de toestemming om zijn naam aan te vullen met de toevoeging 'de ter Beken'. In 1922 had hij een baronstitel ontvangen, overdraagbaar bij eerstgeboorte.